# Caserío Lopetedi
El caserío Lopetedi en Baliarrain (Provincia de Guipúzcoa, España) está situado sobre una suave loma cercano al casco rural de Baliarrain. Con fecha 18 de octubre de 2005 fue declarado Bien Cultural con la categoría de Monumento, en el Inventario General del Patrimonio Cultural Vasco.

## Descripción
Se trata de un edificio de planta rectangular, 18 m x 16 m, con muros perimetrales de mampostería raseada y pintada de color gris blanquecino, esquinales de sillar, cubierta a cuatro aguas.

## Fachadas

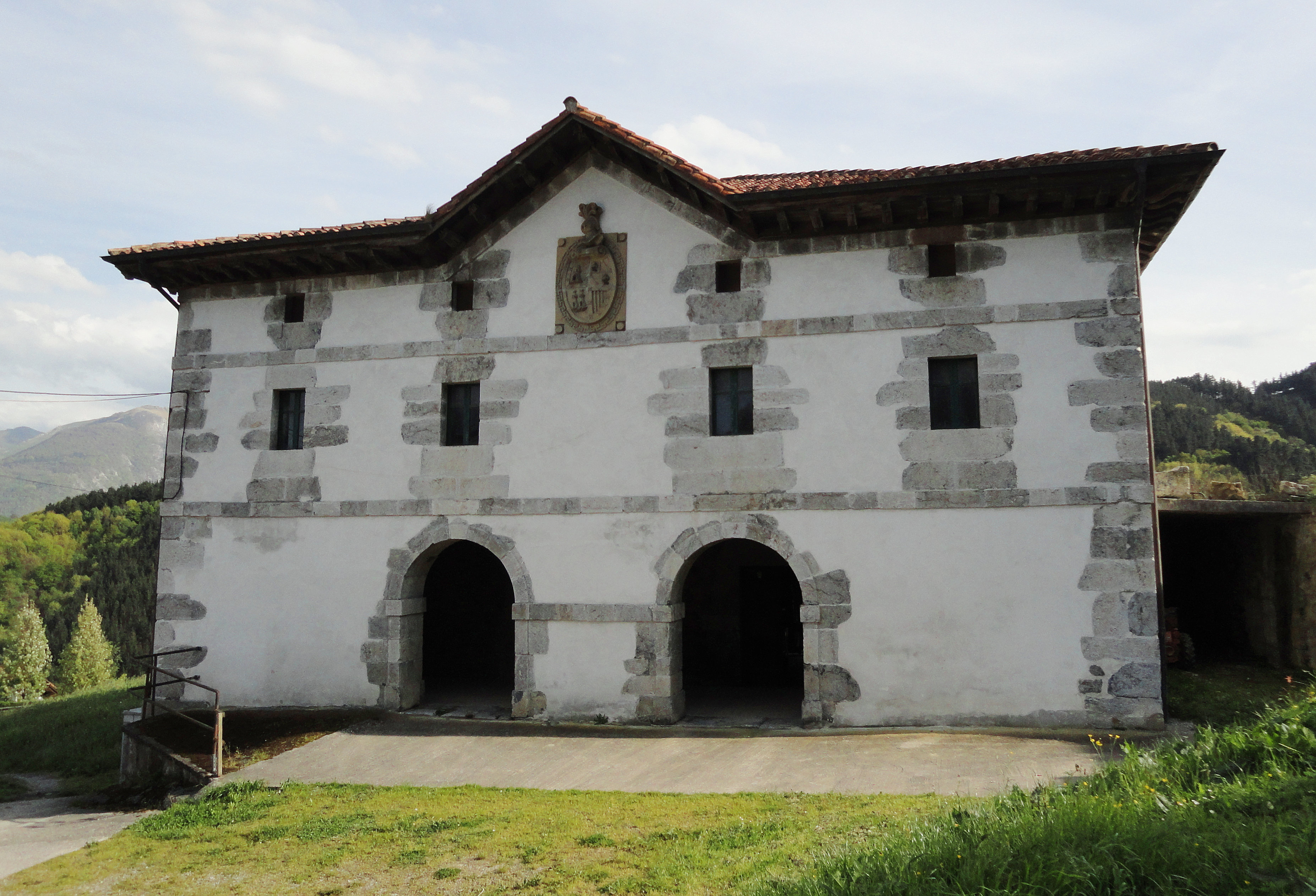
Fachada del Caserío Lopetedi

La fachada principal, de orientación N posee dos arcos de medio punto dovelados y recercados de sillar con impostas. Entre planta baja y primera posee platabanda a lo largo de todo el paño de la fachada. Sobre ésta se encuentran cuatro huecos de ventana recercados de sillar y, sobre ellas, una platabanda similar a la anterior señala el desván. Sobre dicha platabanda se sitúa el escudo de armas ubicado en el eje de la fachada y en el centro del corto hastial. A ambos lados del escudo se sitúan las cuatro pequeñas ventanas del desván que se hallan recercadas de sillar y están situadas en línea y en los ejes de las anteriormente citadas ventanas de la primera planta. Los aleros del bajo cubierta se hallan artesonados. La fachada E posee en la planta baja dos ventanas; en la primera, cuatro y en el desván, tres ventanucos situados bajo cubierta. Los aleros de este lado también están artesonados. 
En la fachada S posee dos puertas de acceso dinteladas recercadas de sillar. En la primera planta cuatro ventanas recercadas de sillar con pequeños antepechos son similares a las anteriores situadas en el primer piso. En el desván cuatro pequeños huecos de ventana en el bajo cubierta -que termina con tablazón que cierra espacios entre nuevas ventanas- están situados en línea y guardan ejes con las anteriormente descritas. 
En la fachada W no es visible el muro de la planta baja, pero existen tres troneras simétricamente dispuestas. Es visible en la primera planta un portón con puerta de madera de dos hojas con dos ventanas a ambos lados similares a las descritas en las fachadas S y E. Al desván se accede por una rampa de hormigón. En el bajo cubierta presenta también tablazón. 
Se accede al edificio desde la fachada N principal a través de un soportal que alcanza hasta la primera crujía del edificio. En la parte central de éste hay un arco rebajado que divide en dos partes iguales el soportal. Se accede a los dos lados interiores de la planta baja por dos puertas dinteladas y recercadas de sillar que se hallan abiertas sobre el muro en donde termina la primera crujía. En el interior de cada lado existe un pilar de sillería de sección cuadrada.

## Interior
Lopetedi presenta en su interior un muro de carga que discurre en sentido N-S y que divide el edificio en dos partes iguales. Cada parte del edificio posee dos postes enterizos que se elevan desde la primera planta hasta la cubierta. Están reforzados por tornapuntas ensambladas en cajas de espiga y poseen marcas de carpintería. La cubierta de madera se apoya sobre los muros perimetrales en grandes vigas reutilizadas como durmientes del antiguo caserío gótico del siglo XVI que aquí existía. La techumbre presenta cabrios, enlatado y caballetes en los cuatro ángulos.